# Jettha Tissa II
Jettha Tissa II fou rei d'Anuradhapura (Sri Lanka) del 332 al 341. Era notable com a pintor i escultor i va ensenyar aquestes arts a alguns dels seus súbdits que van mostrar interès en elles.
Va esculpir un bust de Bodhisatta d'una gran perfecció; també va esculpir un tron, un para-sol i altres objectes en vori per una sala de palau. També hauria fet un casc (caranduwa) per la Dent Sagrada.
Va morir després d'un regnat de 9 anys i el va succeir el seu fill Budadasa (Bujas Raja).